# مسلسل لوئیس
تفنگ لوئیس (به انگلیسی: Lewis gun) نخستین مسلسل سبک طراحی‌شده در ایالات متحده آمریکا بود که در خلال جنگ جهانی اول در امپراتوری بریتانیا به تولید انبوه و استفاده رسید و تا پایان جنگ کره از این جنگ‌افزار استفاده می‌شد. همچنین در طول دو جنگ جهانی از آن به عنوان یک مسلسل بر روی هواپیماها به صورت گسترده‌ای استفاده می‌شد.
مخترع این سلاح، سرهنگ نیروی زمینی ایالات متحده آمریکا -آیزاک نیوتن لوئیس- بود که آن را در ۱۹۱۱ میلادی از روی طرح اولیه‌ای از ساموئل مک‌کلین بود.

## به‌کاربرندگان
- استرالیا
- بلژیک
- کانادا
- شیلی
- تایوان
- کلمبیا
- چکسلواکی
- استونی
- فنلاند
- فرانسه
- جمهوری دموکراتیک گرجستان (بیشتر گاردهای خلق و برخی یگان‌های ارتش)
- امپراتوری آلمان
- آلمان نازی
- هندوراس
- جمهوری ایرلند
- اسرائیل
- ایتالیا
- امپراتوری ژاپن
- مکزیک
- هلند
- نیوزیلند
- دومینیون نیوفاندلند
- نیکاراگوئه
- نروژ
- فیلیپین
- لهستان
- پرتغال
- امپراتوری روسیه
- اتحاد جماهیر شوروی
- سری‌لانکا
- تبت
- بریتانیا و امپراتوری بریتانیا
- ایالات متحده آمریکا
- پادشاهی یوگسلاوی
- لتونی